# تكنولوجيا الرائحة الرقمية

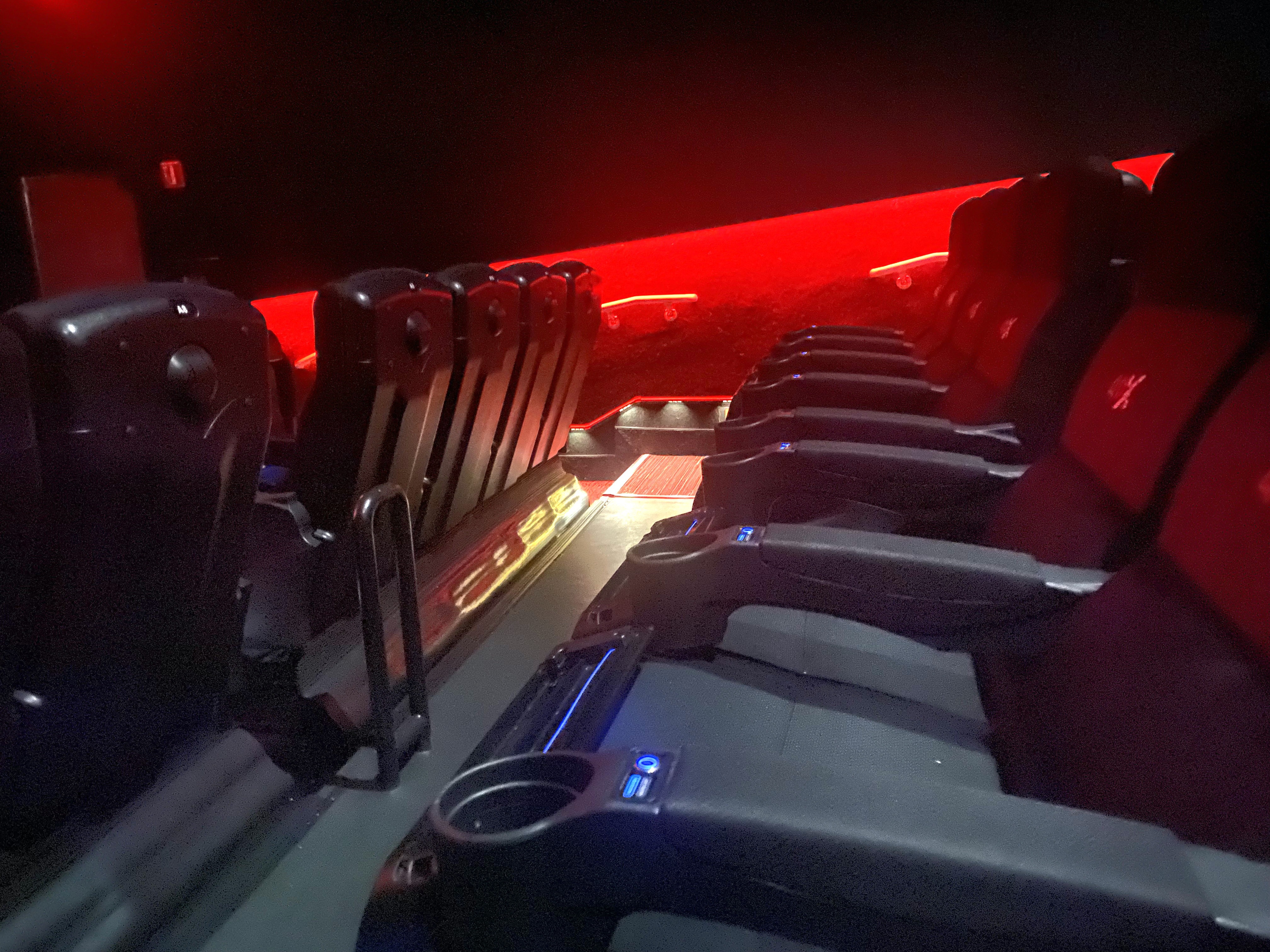
قاعة "إيكس آر" متعدد الحواس

تكنولوجيا الرائحة الرقمية (أو تتكنولوجيا حاسة الشم) هي انضباط الهندسة التي تتعامل مع تمثيل حاسة الشم. وهي تقنية لإستشعار وإرسال وإستقبال رائحة تعمل بتقنية الوسائط الرقمية. يعمل هذا الجزء الإستشعاري من هذه التقنية باستخدام أدوات لقياس حساسية الرائحة (olfactometers [الإنجليزية]) وأنوف إلكترونية.

## التاريخ
في أواخر الخمسينيات، اخترع هانز لوب رؤية الرائحة أو (Smell-O-Vision [الإنجليزية])، وهو نظام يطلق رائحة أثناء عرض فيلم بحيث يستطيع المشاهد «شم رائحة» ما كان يحدث في الفيلم. واجهت رؤية الرائحة أو (Smell-O-Vision [الإنجليزية]) منافسة مع أروماراما، وهو نظام مماثل اخترعه تشارلز فايس والذي يبعث الروائح من خلال نظام تكييف الهواء للمسرح. أطلقت مجموعة على المنافسة اسم «معركة الروائح».
لم تعمل نظرة الرائحة بالشكل المطلوب. وفقا لإستعراض مجلة فاراييتي عن الفيلم الكوميدي الغامض رائحة الغموض (1960م)، والذي أظهر واحدة والاستخدام الوحيد لرؤية الرائحة أو (Smell-O-Vision [الإنجليزية])، تم إطلاق روائح مع ضوضاء هسهسة تشتيتية واشتكى أفراد الجمهور الذين يجلسون في الشرفة من أن الروائح وصلت لهم في عدة ثوان بعد أن تم إظهار الفيلم على الشاشة. في الأجزاء الأخرى من المسرح، كانت الروائح ضعيفة جدا، مما تسبب في قيام أفراد الجمهور بالشم بصوت عال في محاولة للتعرف على رائحة. تم تصحيح هذه المشاكل التقنية في الغالب بعد العروض القليلة الأولى، لكن كلمة الشفهية الضعيفة، بالاشتراك مع الملاحظات السلبية العامة من الفيلم نفسه، أدت إلى تراجع رؤية الرائحة أو (Smell-O-Vision)
نماذج iSmell
في عام 1999 م، طورت شركة DigiScents كمبيوتر جهاز هامشي يدعى iSmell ، الذي تم تصميمه ليبعث رائحة عندما يقوم مستخدم بزيارة موقع على شبكة الإنترنت أو يفتح رسالة بريد إلكتروني. احتوى الجهاز على خرطوش مع 128 «روائح رئيسية»، والتي يمكن خلطها لتكون نسخة مماثلة للروائح الطبيعية والاصطناعية. قامت شركة DigiScents بفهرسة الآلاف من الروائح الشائعة، والتي يمكن أن تشفيرها، تحويلها إلى رقمية، وجزءا لا يتجزأ في صفحات الويب أو البريد الإلكتروني. بعد استثمار 20 مليون دولار، تم إغلاق شركة DigiScents في عام 2001 م عندما لم تتمكن من الحصول على التمويل الإضافي اللازم.
في عام 2000 م، طورت شركة AromaJet نموذج جهاز لتوليد الرائحة يدعى Pinoke. لم تجرى أي إعلانات جديدة منذ ديسمبر عام 2000 م.
في عام 2003 م، أطلقت شركة TriSenx (تأسست عام 1999 م) جهاز لتوليد الرائحة يدعى صرخة الرائحة (Scent Dome)، التي تم اختبارها بحلول عام 2004 م من قبل مزود خدمة الإنترنت في المملكة المتحدة Telewest [الإنجليزية]. كان هذا الجهاز بحجم إبريق الشاي ويمكنه أن يولد ما يصل إلى 60 رائحة مختلفة عن طريق إطلاق جزيئات من واحد أو أكثر من 20 كبسولة رائحة مليئة بالسوائل. أجهزة الكمبيوتر مزودة بوحدة صرخة الرائحة (Scent Dome) لبرمجيات مستخدمة للتعرف على رموز تحديد الرائحة المضمنة في البريد الإلكتروني أو في صفحة الويب.
في عام 2004 م، طورت شركة Tsuji Wellness وشركة فرانس تليكوم جهاز لتوليد الرائحة يدعى كاوري ويب (Kaori Web)، الذي يأتي مع 6 خراطيش مختلفة لروائح مختلفة. الشركة اليابانية، K-OPTICOM ، وضعت وحدات خاصة لهذا الجهاز في مقاهي الإنترنت لديهم وأماكن أخرى حتى نهاية التجربة - 20 مارس 2005 م.
أيضا في عام 2004 م، أسس المخترع الهندي سانديب غوبتا منتجات SAV، LLC وزعم بإظهار نموذج جهاز توليد رائحة في CES عام 2005 م. لكن، لم تتم رؤية جهاز توليد الرائحة هناك.
في عام 2005 م، طور باحثون من جامعة ويلفا رائحة XML، نظام لـXML والذي يمكن أن يرسل روائح. كذلك طور الباحثون جهاز توليد للرائحة وقد عمل على تصغير حجمها.
كذلك في عام 2005 م، أطلق شركة Thanko مولد رائحة P @ D، وهو جهاز لـ USB الذي يأتي مع 3 خراطيش مختلفة لروائح مختلفة.

## اليوم
العديد من الشركات تعمل على هذه التقنية، مثل.
Scentcom.[بحاجة لمصدر]
في عام 2005 م، أعلن باحثون يابانيون بأنهم يعملون على تلفزين ثلاثي الأبعاد باللمس والشم التي سيكون متاحا تجاريا في السوق بحلول عام 2020 م.
في يونية عام 2011 م، أعلن بيان صحفي من جامعة كاليفورنيا في سان دييغو، مدرسة جاكوبس للهندسة عن ورقة نشرت في Angewandte Chemi تصف التحسين والتصغير لمكون الذي يمكنه اختيار وإبعاث روائح من 10,000 رائحة، المقصود منها إلى أن تكون جزءا من حل رائحة رقمية لأجهزة التلفزيون والهواتف.
في مارس 2013 م، كشفت مجموعة من الباحثين اليابانيين عن اختراع نموذج أطلقوا عليه اسم «شاشة شم الرائحة». يجمع الجهاز بين عرض رقمي مع أربع مراوح صغيرة توجه رائحة منبعثة إلى بقعة معينة على الشاشة. تعمل المراوح على سرعة منخفضة جدا، مما يجعلها صعبة على المستخدم لأن يدرك تدفق الهواء; بدلا من ذلك يتصور المستخدم أو كل واحد من أن الرائحة قادمة مباشرة من الشاشة والأشياء المعروضة في ذلك الموقع.